# Avantage mécanique

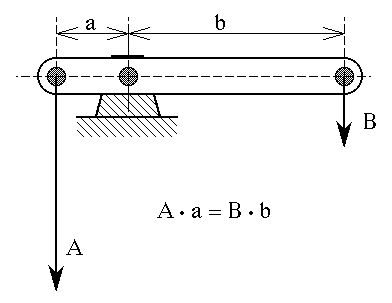
Les forces sont en équilibres grâce à la distance à laquelle chacune se trouve par rapport au point de rotation

L'avantage mécanique (AM) est le coefficient par lequel un mécanisme multiplie la force ou le couple appliqué.
{\displaystyle AM={\frac {\text{ force obtenue }}{\text{ force appliquee }}}}
Ainsi pour un système idéal, sans perte d'énergie, le travail est conservé. Donc l'avantage mécanique est le rapport des distances parcourues par les forces mises en jeu : 
{\displaystyle AM={\frac {\text{distance sur laquelle la force est appliquee}}{\text{distance sur laquelle la force obtenue s'applique}}}}
Si l'avantage mécanique est supérieur à 1, alors il est avantageux (la force est multipliée). Sinon il est désavantageux.

## Application
Cette notion s'applique de manière évidente dans les systèmes de poulies et de leviers. Elle est centrale dans les systèmes de freinage : on applique une petite force sur un parcours important et l'on obtient une force importante transmise au système de freinage pour une course de faible distance.